# Raiamas ansorgii
Raiamas ansorgii är en fiskart som först beskrevs av Boulenger, 1910.  Raiamas ansorgii ingår i släktet Raiamas och familjen karpfiskar. IUCN kategoriserar arten globalt som otillräckligt studerad. Inga underarter finns listade i Catalogue of Life.